# Classe Bourrasque
La Bourrasque era una classe di torpilleurs d'escadre (cacciatorpediniere), prodotta a seguito del programma navale del 1922. Erano normali cacciatorpediniere di squadra, dotate però di quattro cannoni principali del calibro di 127 mm. Questi cannoni avevano però una cadenza di fuoco troppo basso, e così le navi subirono diverse modifiche all'armamento. Ad alcune fu rimosso un cannone per migliorare la stabilità.

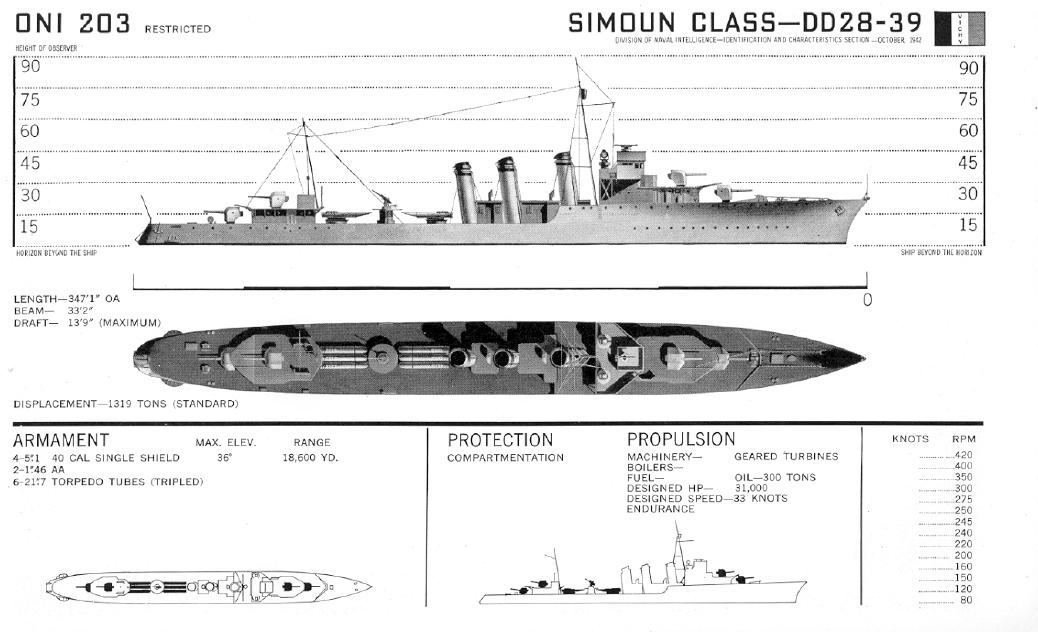
FS Simoun

## Unità
Delle dodici navi componenti questa classe (Mistral,  Ouragan, Simoun, Tempete, Tornade, Trombe, Typhon, Bourrasque, Cyclone, Orage, Sirocco, Tramontane), 7 andarono perdute durante la guerra:
- Orage: affondato da un aereo germanico al largo di Boulogne il 23 maggio 1940
- Bourrasque: si trovava a Dunkerque per evacuare le truppe in ritirata quando, il 30 maggio 1940, fu bombardata e urtò una mina, affondando nei pressi di Nieuwpoort. Il relitto giace sotto 25 metri d'acqua in posizione 51°14'58"N, 02°33'02"E
- Sirocco: come la precedente fu affondata durante l'Operazione Dinamo al largo di Dunkerque dalle motosiluranti tedesche S-23 ed S-26 il 31 maggio 1940. Il relitto giace a 38 metri di profondità in posizione 51°18'57"N, 02°14'08"E
- Cyclone: silurata e gravemente danneggiata il 31 maggio 1940 dalla motosilurante tedesca S-24, fu poi autoaffondata a Brest il 18 giugno per sottrarla alla cattura da parte dei tedeschi
- Tornade: di stanza ad Orano ed operante per il Governo di Vichy, fu prima danneggiata dal fuoco dei cannoni dell'incrociatore britannico HMS Aurora e del cacciatorpediniere HMS Calpe, e poi portata ad arenarsi su di una secca, dinanzi ad Orano, durante le operazioni di sbarco alleato in Nord-Africa l'8 novembre 1942
- Tramontane: subì l'identica sorte del Tornade
- Typhon: fu autoaffondato nel porto di Orano il 9 novembre 1942 per evitare la cattura da parte degli anglo-americani

Altre due navi, la Mistral e l'Ouragan, si trovavano in porti inglesi al momento dell'armistizio nel giugno 1940, perciò furono requisite. La Mistral fu governata da equipaggio inglese fino al 1944, e l'Ouragan servì con la marina polacca prima di essere restituita alla Francia Libera.